# 415 (tal)
415 är det naturliga heltal som följer 414 och följs av 416.

## Matematiska egenskaper
- 415 är ett udda tal.
- 415 är ett semiprimtal[1].
- 415 är ett Hendekagontal.

## Inom vetenskapen
- 415 Palatia, en asteroid.